# Loxostege calliaspis
Loxostege calliaspis là một loài bướm đêm trong họ Crambidae.